# Saisons
Le Ballet des Saisons es una ópera-ballet en un prólogo y cuatro entradas compuesta por Pascal Colasse, con libreto del abat Jean Pic, moralista y libretista, representada en la Académie Royale de Musique el 18 de octubre de 1695, con coreografía de Louis Pecour. Colasse insertó en el prólogo el coro final del «Ballet des Muses» de Jean-Baptiste Lully.
Tiene cuatro entradas: Primavera (les Amours de Zéphyre et Flore ou l'Amour coquet), Verano (les Amours de Vertumne et Pomone ou l'Amour constant et fidèle), Otoño (les Amours de Bacchus et Ariane ou l'Amour paisible ou l'Amour dans le mariage), Invierno (les Amours de Borée et Orithie ou l'Amour brutal).
El éxito fue inmediato, y Ladvocat, un burgués de París, escribió: "Este ballet me parece tan entretenido que mucho me temo que reduce la esperanza que tenía en "Jason", y que la tragedia ya no está muy de moda."
De hecho, el Ballet des Saisons se representó nuevamente el 15 de enero de 1696, tras el fracaso de la tragedia en música Jason ou la Toison d'or. La tragedia de Marin Marais Ariane et Bacchus fue representada el 8 de marzo, y también representó un fracaso.